# Бурлак (вездеход)
«Бурлак» — российский вездеход-амфибия на шинах сверхнизкого давления. Разработан в 2015 году ООО «Вездеходы Макарова» (ныне ООО "Вездеходы «Бурлак»), которую создали конструктор Алексей Валерьевич Макаров и основатель международного сервиса заказа такси «Максим» Максим Александрович Белоногов.
«Бурлак» свободно держится на воде, каждое колесо вездехода имеет водоизмещение порядка 1200 кг, поэтому машина сохраняет плавучесть даже в гружёном состоянии.
Особенности машины: запас автономности на месяц пути, сверхпроходимость, мощные бортовые редукторы, разгружающие трансмиссию в 4 раза, большая вместимость и грузоподъёмность, комфорт для экипажа, возможность круглогодичной работы в полярных и близких к ним условиях. Доступ к основным узлам и агрегатам, регулировка давления в шинах осуществляются изнутри салона.
Снегоболотоходы «Бурлак» различных модификаций работают в Чукотском, Ханты-Мансийском, Ямало-Ненецком автономных округах, республиках Коми и Якутия, а также в Антарктиде. На Южном полюсе вездеход задействован в работах по строительству новой антарктической станции «Восток».

## История
В 2010 году под руководством Алексея Валерьевича Макарова в Екатеринбурге собрали шестиколёсный вездеход «Макар». До декабря 2015 года было изготовлено 4 вездехода.
В 2015 году Алексей Макаров познакомился с Максимом Белоноговым, который поддержал проект и профинансировал постройку первой опытной модели вездехода «Бурлак» 6×6.
В 2016 году машину протестировали на Приполярном Урале и в Северном Ледовитом океане.
24 апреля 2017 года зарегистрировано ООО «Вездеходы Макарова», юридический адрес 620042, Свердловская область, г. Екатеринбург, ул. Уральских Рабочих, д. 141.
В 2017 году была улучшена конструкция и эксплуатационные характеристики снегоболотохода, главные изменения были связаны со снижением массы и развесовкой машины.
В 2018 году началось серийное производство.
В 2019 году была разработана и построена модель 4×4.
В 2020 году компания «Вездеходы Макарова» запланировала представить южную модификацию снегоболотоходов «Бурлак» с системой кондиционирования.
15 апреля 2021 года ООО «Вездеходы Макарова» переименовано в ООО "Вездеходы «Бурлак».
В мае 2021 года на выставке «Комплексная безопасность» компания "Вездеходы «Бурлак» представила вездеход с крано-манипуляторной установкой. Он способен перевозить грузы массой до 2 т. Грузоподъёмность КМУ-3К, установленной на шасси «Бурлак», — 900 кг.
28 июля 2021 года у ООО "Вездеходы «Бурлак» изменился юридический адрес: 640007, Курганская область, город Курган, проспект Машиностроителей, д. 26.
В августе 2021 года на форуме «Армия» компания представила «Бурлак» с медицинским модулем.
7 сентября 2021 года противопожарный «Бурлак» с установками «Пурга 40» принял участие в арктических учениях МЧС России.
В 2022 году завод, расположенный в Кургане выпускает по 6 «Бурлаков» в месяц; в Екатеринбурге расположено опытное производство, которое занимается разработкой новых моделей и модификаций вездехода.
В 2023 году завод поставил в ряды МЧС России четырнадцать вездеходов и семь прицепов, технику равномерно разделили между семью северными регионами страны. Вездеходы используются для поисково-спасательных операций, перевозки грузов, оборудования и персонала.
В апреле 2024 года открыт новый сборочно-сварочный цех. Максимальная мощность производственных площадей увеличена до тридцати вездеходов в месяц — в зависимости от комплектации.
В октябре 2024 года открыто собственное зубообрабатывающее производство, которое выпускает зубчатые колеса и шестерни.

### Экспедиции
В 2016 году «Бурлак» 6×6 прошёл около 3000 километров до Северного Ледовитого океана. Экспедиция стартовала из Ивделя Свердловской области, прошла через Приполярный Урал и достигла его наивысшей точки — горы Народной, преодолев перевал Дятлова. Через Инту и Воркуту добрались до Байдарацкой губы Карского моря. Спустились на воду с острова Левдиева, далее двигались по льдам и открытой воде и вышли на берег в устье реки Хохорейтосё. Через Салехард и Саранпауль вернулись к месту старта. Весь маршрут преодолели за 16 дней, хотя рассчитывали потратить на это 3 недели.
В 2017 году «Бурлак» новой конструкции повторил маршрут. По итогам вышел фильм участника экспедиции, путешественника Алексея Камерзанова «Следующая остановка — Северный полюс». Спецпоказы состоялись в кинотеатрах Новосибирска, Екатеринбурга и Кургана.
В 2017 году пятеро путешественников из Латвии на самом первом «Бурлаке» добрались до острова Белый в Карском море. Поездка заняла больше месяца. В 2020 году на этой же машине команда путешественников из Латвии и России запланировала совместную экспедицию по Гренландии с целью установить мировой рекорд — автономно проехать от самой южной точки острова до самой северной.
В 2019 году три снегоболотохода «Бурлак» участвовали в экспедиции «Север рядом» от Нового Уренгоя до Анадыря по краю северных морей, пройдя более 6000 км.
Во время экспедиции «Север рядом» режиссёром Романом Супером был снят одноимённый фильм о Бурлаке.
Спецпоказы состоялись в кинотеатрах Екатеринбурга и Кургана.
В конце 2019 года «Бурлак» экспедиционной модификации был доставлен в Антарктиду для нужд 65-й Российской антарктической экспедиции. Машина перевозит людей и грузы между прибрежной станцией «Прогресс» и станцией «Восток», расположенной на Полюсе холода, а это 1450 км в одну сторону. Машина движется с высоты 400 метров на отметку 3,5 километра над уровнем моря и обратно. В герметичные стеклопакеты для компенсации внутреннего давления, которое на высшей точке достигает 0,5 кг/см, специально был встроен клапан. Это единственная доработка в машине для Антарктиды.
В 2021—2022 годах шесть снегоболотоходов «Бурлак» приняли участие в транспортировке строительных материалов и модулей для реконструкции станции «Восток» в центральной части Антарктиды.
В январе 2023 года «Бурлаки» установили в Антарктиде рекорд скорости прохождения маршрута. Машины с грузом и пассажирами проехали от станции «Прогресс» до станции «Восток-1», они преодолели около 1300 километров за 2,5 суток. Этот результат стал самым быстрым среди техники на колесах за все время освоения континента. В советские годы такой же маршрут преодолевали за месяц, в наше время экспедиция на вездеходах «Емеля», организованная Валдисом Пельшем, добралась до «Востока» за две недели.
20 февраля 2023 года два «Бурлака» отправились в экспедицию «Север рядом. Якутскими тропами». Участники экспедиции исследовали старые зимники центральной Якутии, провели ряд научных исследований, доставили продукты в удаленные поселки. Экспедиция успешно завершилась 6 марта. За 14 дней вездеходы прошли почти 3000 километров и посетили 10 населённых пунктов.
27 марта 2023 года два вездехода участвовали в арктической экспедиции в рамках учений МЧС «Безопасная Арктика». «Бурлаки» проехали по территории Республики Коми, Ненецкого и Ямало-Ненецкого автономных округов. Они занимались перевозкой грузов и экипажей, в рамках экспедиции прошли 1800 километров. После учений глава МЧС Александр Куренков наградил водителей-испытателей вездеходов «Бурлак» Якова Мостовщикова и Сергея Комова медалями «За содружество во имя спасения».
В 2024 году два вездехода «Бурлак» участвовали в экспедиции «Россия 360». За три месяца вездеходы прошли от Кольского полуострова до Чукотки, затем добрались до Петропавловска-Камчатского. На «Бурлаках» путешественники установили мировой рекорд: первыми прошли на колесной технике вдоль Северного морского пути в рамках одной экспедиции.
В 2025 году в арктической экспедиции МЧС России «Безопасная Арктика» приняли участие 15 вездеходов «Бурлак».   

## Модели и модификации

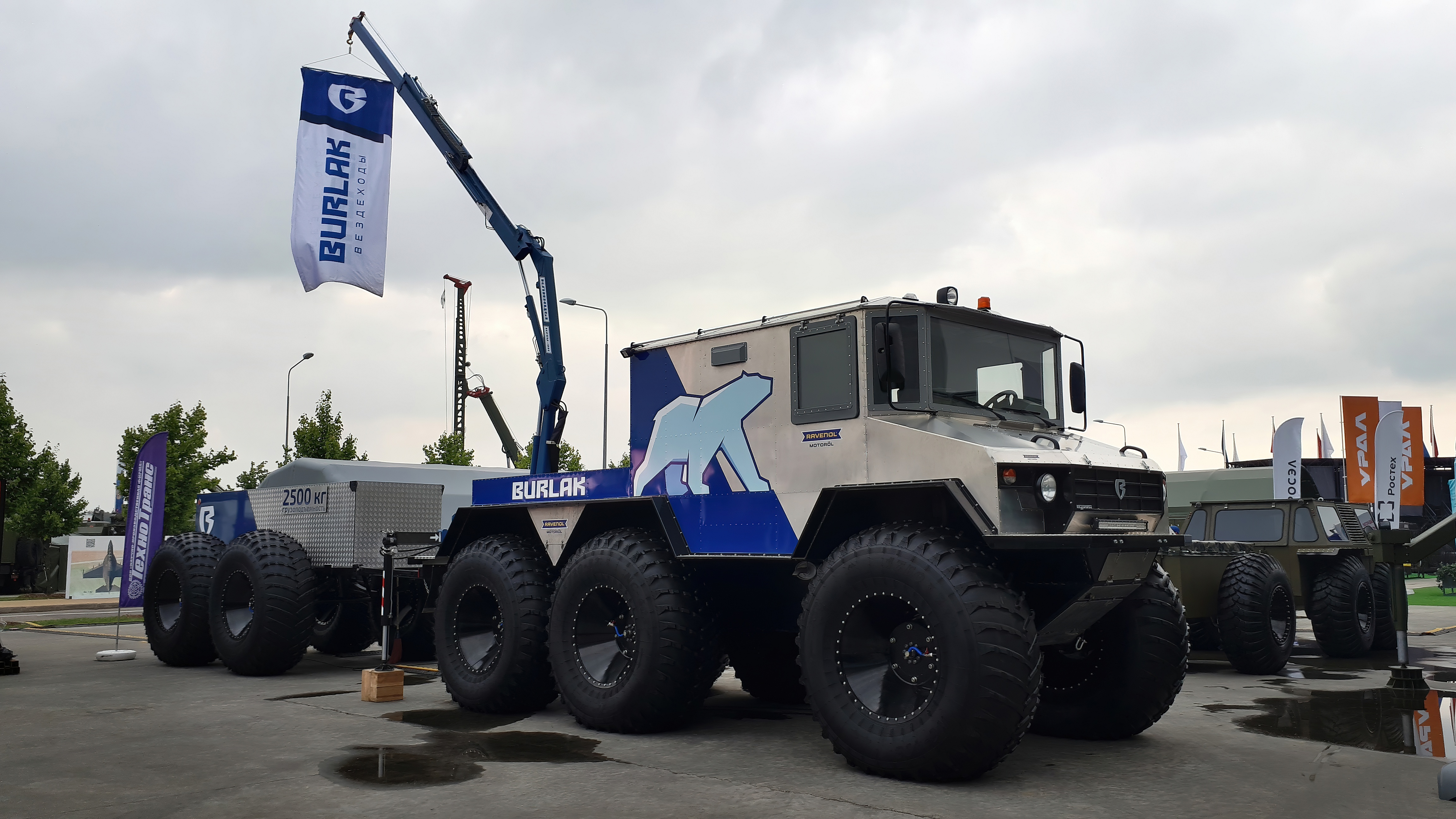
Кран с прицепом на выставке «Армия-2021».

### «Бурлак» 6×6
Производится в трёх модификациях: грузо-пассажирская, экспедиционная и промышленная. Конструктивно отличаются отсеками, в которых могут находиться пассажирские и спальные места, цельнометаллическое, тентованное или открытое пространство для грузов либо промышленного оборудования.
В экспедиционной модификации машина рассчитана на перевозку до 15 человек, в ней 8 спальных мест. Является домом на колёсах: оборудована кухней с газовыми горелками, вытяжкой и откидным столом, снегоплавильней на 20 литров для получения горячей питьевой воды, системой автоматической подачи воды, полками и рундуками, розетками, USB-разъёмами для гаджетов, автономными салонными обогревателями, аудиосистемой, телевизором. Дополнительно устанавливается биотуалет, душ или сауна. Запас автономного хода на встроенных баках составляет до 2500 км.

### «Бурлак» 4×4
Выпускается в экспедиционной модификации. Основные отличия шестиколёсной модели: одна колёсная база, одна (центральная) раздаточная коробка, полный подключаемый привод, тормоза на передней оси, почти на тонну легче и на метр короче. За счёт этого лучше маневрирует, что важно для передвижения по тайге и лесотундре.

### «Бурлак» 8×8
Прототип представлен на выставке «Армия-2023».

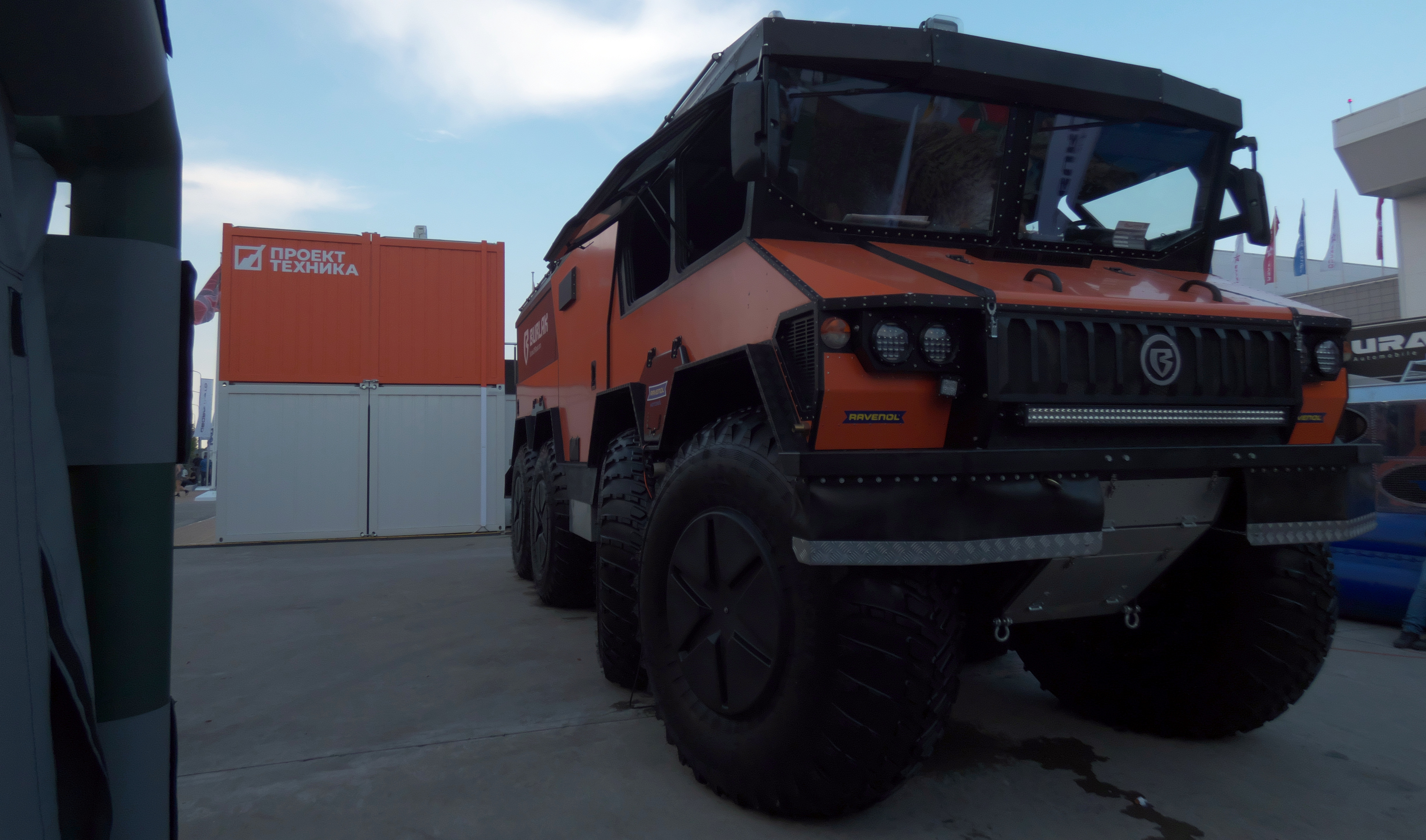
Модель 3.001

### Прицеп
- Прицеп бортовой со съемным тентом одноосный.
- Прицеп бортовой со съемным тентом двухосный.